# أحمد يوفولايف
علي تيزيف (بالروسية : Али Мусаевич Тазиев)، المعروف أيضا باسم أحمد يوفولايف (Akhmed Yevloev) والملقب بالأمير ماجاس (Magas)، هو الزعيم السابق للمجاهدين الأنغوشيين التابعين للجناح العسكري لأمارة القوقاز,
قي 30 سبتمبر 2006 تم تعيين تيزيف قائداً على الجبهة القوقازية، بأمر من دوكو عمروف.
وفي تموز من عام 2007, وبعد سنة واحدة من وفاة القائد شامل باساييف أصبح تيزيف خليفته في القيادة.
وتيزيف هو انغوشي نشأ في مدينة غروزني الشيشانية، وقد شارك في الحرب الشيشانية الأولى، وبعد انتهاءها عاد إلى انغوشيا، وهناك تمت ترقيته إلى رتبة نقيب.
وفي بداية الحرب الشيشانية الثانية عاد مرة أخرى إلى الشيشان، وقد شنّ هو ومن معه عدة غارات على مراكز الشرطة السوفيتية وأسفرت عن مقتل ما يزيد عن 70 من أفراد الأمن الروسي في العاصمة، وخلال الهجوم قَتَل تيزيف وزير الداخلية الانغوشية بالوكالة أبو بكر كوستوييف.
أدرج اسم تيزيف ضمن قائمة الإرهابيين المطلوبين لدى روسيا، باعتباره أحد الذين شاركوا في احتجاز الرهائن الروسيين في أزمة رهائن مدرسة بسلان عام 2004, وهو الشخص الذي قام بالمفاوضات نيابة عن خاطفي الرهائن تحت اسم على تيزيف (أحمد يوفولايف).

## القبض عليه
تم القبض عليه على قيد الحياة في انغوشيا في يونيو من عام 2010 خلال عملية للشرطة، وقد قيل أنّه تعرض لعملية خيانة، بحيث تم وضع بعض العقاقير التي تسبب العجز المؤقت في طعامه، فتم القبض عليه بسهولة، وقد تم ذلك عن طريق اختراق الأمن الفيدرالي الروسي للمجاهدين عن طريق الجواسيس.
وتشير التقارير الروسية إلى أن تيزيف كانت له شعبية ومكانة رفيعة على المستوى العسكري لأمارة القوقاز.

## المصدر
تمت ترجمة سيرة المجاهد أحمد يوفولايف من اللغة الإنجليزية إلى اللغة العربية بتصرف واختصار,
راجياً أن يأتي شخص آخر ويساعدني ترجمة الباقي من هذه المقالة.
.